# Helmuth Schranz

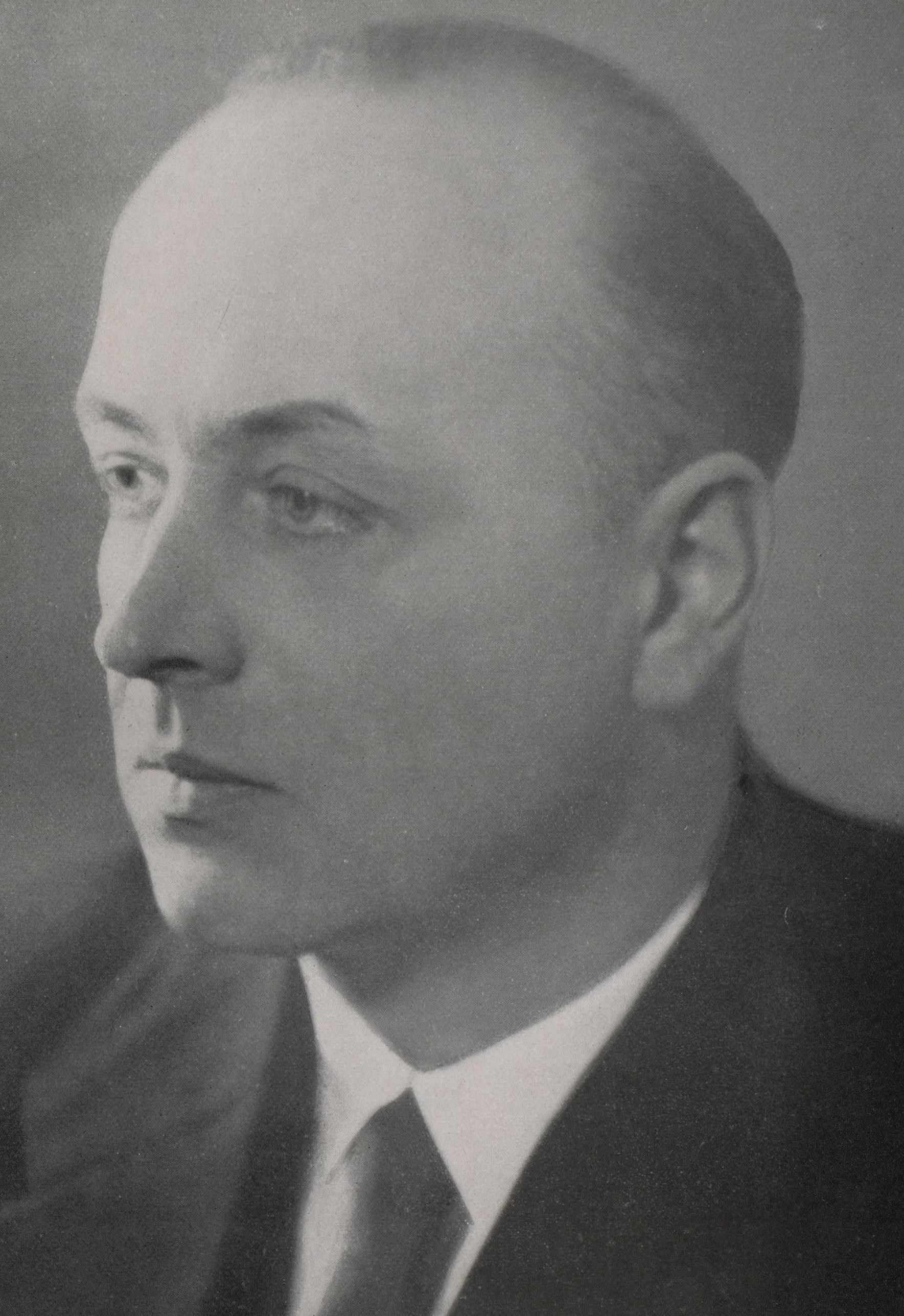
Helmuth Schranz, um 1942

Helmuth Schranz (* 7. Januar 1897 in Haiger; † 7. Mai 1968 in Offenbach am Main) war ein deutscher Politiker (NSDAP, DP, später GDP). 

## Leben
Helmuth Schranz war promovierter Jurist und Versicherungskaufmann. Zum 4. Juli 1925 trat er der NSDAP bei (Mitgliedsnummer 9.196) und war von 1934 bis 1945 Oberbürgermeister und NSDAP-Kreisleiter von Offenbach.
Schranz gehörte dem Deutschen Bundestag von 1953 bis 1961 an. Von 1957 bis zum 9. November 1960 war er stv. Vorsitzender des Bundestagsausschusses für Kommunalpolitik und öffentliche Fürsorge. Ursprünglich für die Deutsche Partei gewählt, wurde er nach der Fusion mit dem GB/BHE am 3. Mai 1961 Mitglied der neuen GDP, die er mit Herbert Schneider und Heinz Matthes bis zum Ende der Wahlperiode im Parlament vertrat. 
1957 brachte er gemeinsam mit seinem Parteifreund Heinz Matthes, sowie Richard Jaeger, Hans Schuberth, Richard Stücklen (alle CSU) und weiteren Bundestagsabgeordneten von CSU und DP einen Gesetzentwurf zur Aufhebung von Artikel 102 Grundgesetz ein, mit dem Ziel die Todesstrafe wieder einzuführen. Dieser hatte jedoch keinen Erfolg.

## Zitate
„Um dem Berufsbeamtentum Stolz und Würde und einstige Bedeutung wiederzugeben, wäre die Entwicklung zu einer parlamentarischen Monarchie wünschenswert. Seit 50 Jahren hat der deutsche Beamte kein bindendes Verhältnis mehr zu seinem Monarchen. Die Institution des Bundespräsidenten hat das Treueverhältnis des Beamten zum Staat verändert.“

„Deutschland erwache!“